# حمله به دانشگاه گاریسا
حمله به دانشگاه گاریسا در تاریخ ۲ آوریل ۲۰۱۵، در کنیا رخ داد که طی آن افراد مسلح به کالج دانشگاه گاریسا هجوم بردند که در نتیجه این حمله حداقل ۱۴۸ تن کشته و بیش از ۷۹ تن زخمی شدند. گروه شبه‌نظامی الشباب، که ادعا شده افراد مسلح از اعضای این گروه بوده‌اند، مسئولیت این حمله را برعهده گرفت. مردان مسلح در طی حمله خود تعداد زیادی از دانشجویان را به گروگان گرفتند، اما گروگان‌های مسلمان را آزاد کردند، ولی از آزاد نمودن گروگان‌های مسیحی خودداری ورزیدند. این حمله و گروگان‌گیری، در همان روز و پس از کشته شدن چهار مرد مسلح عامل آن به پایان رسید.
این تهاجم مرگبارترین حمله، از زمان بمب‌گذاری در سفارت ایالات متحده آمریکا ۱۹۹۸ در کنیا بوده و تلفات آن هم از تیراندازی مرکز خرید وست‌گیت کنیا در سال ۲۰۱۳ نیز بیشتر بوده‌است.